# Aechmea tomentosa
Aechmea tomentosa är en gräsväxtart som beskrevs av Carl Christian Mez. Aechmea tomentosa ingår i släktet Aechmea och familjen Bromeliaceae. Inga underarter finns listade i Catalogue of Life.